# Resnik (Babušnica)
Resnik (cirill betűkkel Ресник) egy falu Szerbiában, a Piroti körzetben, a Babušnicai községben.

## Népesség
- 1948-ban 434 lakosa volt.
- 1953-ban 444 lakosa volt.
- 1961-ben 408 lakosa volt.
- 1971-ben 322 lakosa volt.
- 1981-ben 267 lakosa volt.
- 1991-ben 203 lakosa volt
- 2002-ben 158 lakosa volt,[1] akik közül 127 szerb (80,37%), 18 cigány, 2 ismeretlen.[2]